# Robusticoelotes
Robusticoelotes là một chi nhện trong họ Agelenidae.